# Dinolestes lewini
La lucioperca de aleta larga es la especie Dinolestes lewini, la única del género Dinolestes, que a su vez es el único género de la familia Dinolestidae, es una especie de peces marinos incluida en el orden Perciformes.
Su nombre procede del griego: deino (terrible) + lestes (robo).

## Hábitat natural
Se distribuye de forma endémica por la costa sur de Australia.
Habita las aguas marinas templadas, en la zona nerítica pelágica, a poca profundidad entre 5 y 65 m. Es una especie que forma bancos que pueden encontrarse en las bahías además de en arrecifes rocosos.

## Morfología
La longitud máxima descrita fue de un macho capturado de 84 cm. Tiene el cuerpo alargado, con una mandíbula inferior sobresaliente con unos dientes similares a los caninos; las escamas le recubren la cabeza, además de escamas axilares en la base de la aleta pélvica.
Las aletas dorsales están muy separadas, la anterior con 4 o 5 espinas, la segunda con una espina corta y de 18 a 19 radios blandos, con una espina corta en la aleta anal junto a 26 radios blandos; con escamas cicloide en la línea lateral, la cual se extiende sobre la aleta caudal.